# Bầu cử Hội đồng Thuộc địa Nam Kỳ 1939
Bầu cử Hội đồng Thuộc địa được tổ chức tại Nam Kỳ vào ngày 16 tháng 4 năm 1939.

## Hệ thống bầu cử
24 thành viên Hội đồng Thuộc địa Nam Kỳ bao gồm 10 thành viên do công dân Pháp bầu ra, 10 thành viên do người Việt Nam được xếp vào diện Pháp tịch bầu ra, 2 người do Phòng Thương mại và 2 người do Phòng Nông nghiệp bầu ra.

## Kết quả
Trong số cử tri Việt Nam, ba ứng cử viên theo chủ nghĩa Trotsky gồm Tạ Thu Thâu, Trần Văn Thạch và Phan Văn Hùm nhận được khoảng 80% phiếu bầu; Đảng Lập hiến thân Pháp nhận được 15% phiếu bầu và các ứng cử viên theo chủ nghĩa Stalin được 1% phiếu bầu.

## Hậu quả
Sự thất bại của chủ nghĩa Stalin dẫn đến Đảng Cộng sản Đông Dương bị chia rẽ, Dương Bạch Mai tiếp tục lãnh đạo phe chính thức của đảng và Nguyễn Văn Tạo hướng tới ly khai.